# Regeneração dentária
A regeneração dentária é um procedimento da medicina regenerativa baseado em células estaminais na área da engenharia de tecidos e da biologia de células estaminais para substituir dentes danificados ou perdidos, regenerando-os a partir de células estaminais autólogas.

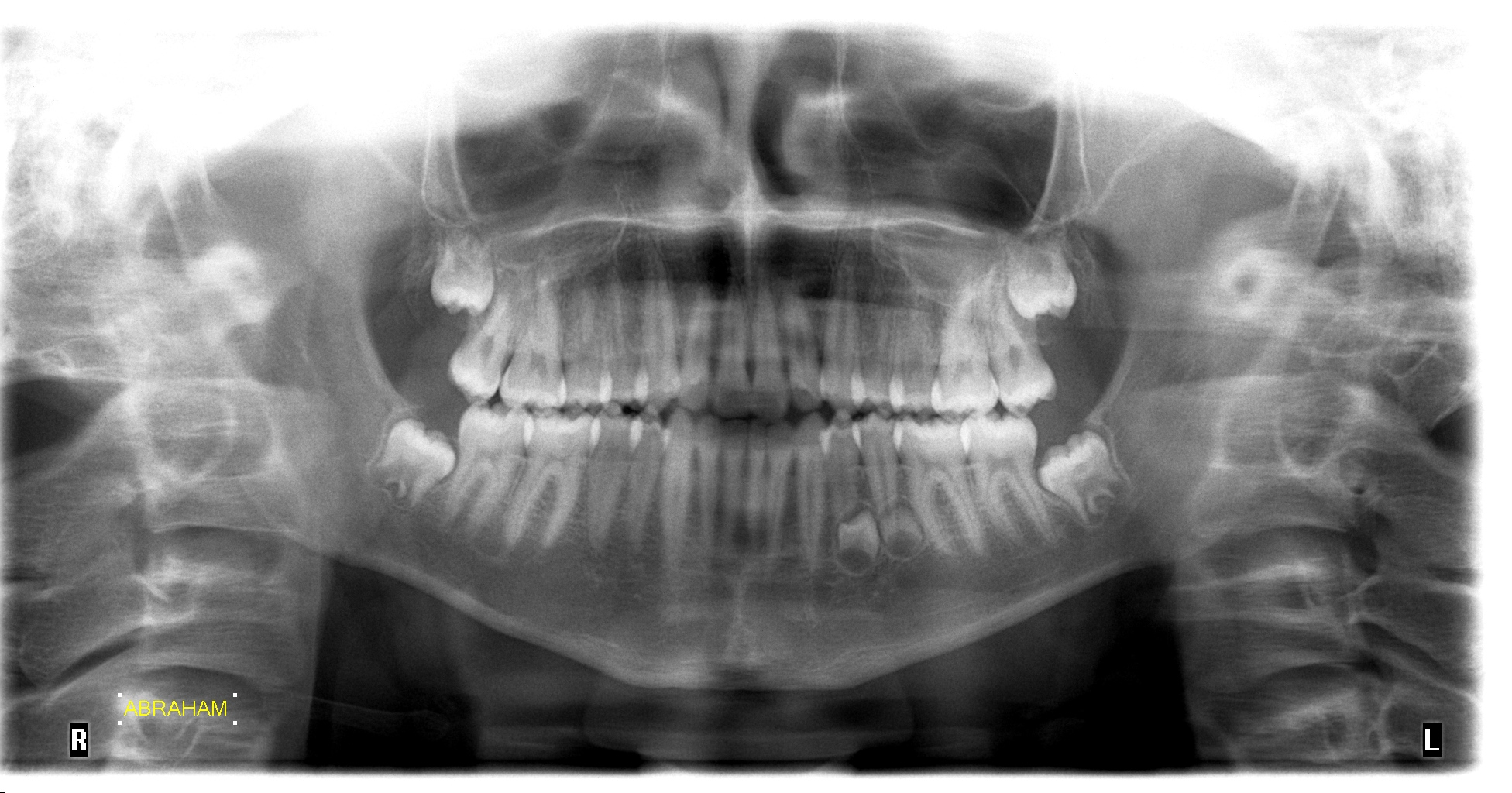
Um conjunto de dentes humanos num ortopantomograma (OPG).

Como fonte dos novos dentes produzidos pela bioengenharia, as células estaminais somáticas são recolhidas e reprogramadas para células estaminais pluripotentes induzidas que podem ser colocadas diretamente na lâmina dentária ou colocadas num biopolímero reabsorvível com a forma do novo dente.

## História
Young et al demonstraram pela primeira vez em 2002 que os dentes podiam ser regenerados a partir de células.
O primeiro ensaio clínico com dentes começou em 2023 no Japão, para um medicamento que estimula o crescimento dentário através da inibição do USAG-1.

## Desafios
Até 2023, a maioria dos estudos com células estaminais tinha parado na fase dos estudos em animais e não tinha prosseguido para os ensaios clínicos devido a inúmeras preocupações éticas e de segurança. No entanto, desde 2023 os riscos potenciais de formação indesejada de tecidos, tumorigénese e metástase têm vindo a ser ultrapassados com o desenvolvimento científico.